# Spy no tsuma
Spy no tsuma (スパイの妻?, Supai no tsuma, lett. "Moglie di una spia") è un film per la televisione del 2020 diretto da Kiyoshi Kurosawa.

## Trama
Nel 1940 il marito di Satoko Fukuhara, il commerciante di Kōbe Yusaku, si reca in Manciuria per affari, ma finisce per assistere a qualcosa di indicibile. Tornato in Giappone, Yusaku decide di dover rivelare ciò che ha visto al pubblico. Mentre attende ansiosamente l'arrivo del marito e la guerra del Pacifico incombe, Satoko riceve una visita dall'amico d'infanzia Taiji Tsumori, ora un ufficiale della polizia militare, da cui apprende della morte di una donna che Yusaku aveva riportato con sé in Giappone dalla Manciuria in segreto. Colta dalla gelosia, inizia a sospettare delle azioni del marito, fino a venire a conoscenza del grave segreto che l'uomo si è portato a casa e, una volta scoperte le sue intenzioni al riguardo, cercare di dissuaderlo per il loro bene.

## Produzione
Il film è stato girato in 8K Super Hi-Vision. Le riprese sono cominciate nell'ottobre del 2019.

## Promozione
Il teaser trailer e la locandina del film sono stati diffusi online il 19 giugno 2020.

## Distribuzione
Il film è stato trasmesso in prima visione in Giappone su NHK BS4K e su NHK BS8K, nuovo canale in 8K dell'emittente pubblica NHK, il 6 giugno 2020 e replicato nel corso del mese. Una versione cinematografica del film, con un aspect ratio e un color grading differenti, è stata presentata in anteprima l'8 settembre 2020 in concorso alla 77ª Mostra internazionale d'arte cinematografica di Venezia, venendo poi distribuita nelle sale cinematografiche giapponesi a partire dal 16 ottobre 2020.

## Riconoscimenti
- 2020 - Mostra internazionale d'arte cinematografica[9][11]
  - Leone d'argento per la miglior regia a Kiyoshi Kurosawa
  - In competizione per il Leone d'oro al miglior film